# Vittorio Pomilio
Vittorio Pomilio, né le 6 mai 1933 à Francavilla al Mare (province de Chieti) et mort le 1er janvier 2025 dans la même ville, est un joueur italien de basket-ball actif dans les années 1950 et 1960. 